# رات كاتشر
رات كاتشر هو شخصية خيالية في دي سي كومكس،ظهرت الشخصية لأول مرة في أبريل 1988.